# Унішовиці
Унішовиці (пол. Uniszowice) — село в Польщі, у гміні Конопниця Люблінського повіту Люблінського воєводства.
Населення — 699 осіб (2011).

## Демографія
Демографічна структура станом на 31 березня 2011 року:
|          | Загалом | Допрацездатний вік | Працездатний вік | Постпрацездатний вік |
| -------- | ------- | ------------------ | ---------------- | -------------------- |
| Чоловіки | 349     | 90                 | 235              | 24                   |
| Жінки    | 350     | 76                 | 208              | 66                   |
| Разом    | 699     | 166                | 443              | 90                   |